# 華宮らら
華宮 らら（はなみや らら）は、日本のライトノベル作家。第2回小学館ライトノベル大賞・ルルル文庫部門において、ルルル賞を受賞した作品でデビューした。

## 作品リスト
- 「クラシカルロマン」シリーズ（イラスト：石据カチル、ルルル文庫）

1. ルチア クラシカルロマン（2008年12月 ISBN 978-4-09-452090-3）
2. 薔薇の戴冠 クラシカルロマン（2009年7月 ISBN 978-4-09-452120-7）
3. 嵐に舞う花 クラシカルロマン （2010年10月 ISBN 978-4-09-452176-4）

- 「英雄の占星術師」シリーズ（イラスト：凪かすみ、ルルル文庫）

1. 英雄の占星術師（2012年3月 ISBN 978-4-09-452217-4）
2. 英雄の占星術師 はじまりの軌跡（2012年7月 ISBN 978-4-09-452225-9）

- 癒し乙女の王宮恋綺譚（イラスト：蒼崎律、新紀元社ネオスブックス、2014年3月 ISBN 978-4-7753-1232-2）